# Burk Mertens
Burk Mertens (* 27. März 1950 in Mönchengladbach; † 16. Oktober 2004 in Köln) war ein deutscher Radiomoderator und Karnevalist.

## Leben und Wirken
Mertens hatte zunächst in einer PR-Firma gearbeitet, bevor er ab 1990 maßgeblich am Aufbau des Lokalsenders Radio Köln beteiligt war. Seine Live-Einsätze wurden so bekannt, dass Teile der Presse ihn als „Die Stimme Kölns“ bezeichneten. Über viele Jahre prägte er die Entwicklung des journalistischen Nachwuchses in der Stadt wesentlich mit.
Neben seiner Hörfunkarbeit moderierte Mertens Karnevalssitzungen, auch engagierte ihn der WDR zwecks Kommentierung von Karnevalsumzügen. Über viele Jahre war Mertens Literat und Sitzungspräsident bei der in Köln ansässigen Karnevalsgesellschaft Fidele Zunftbrüder.
Mertens war Mitglied der CDU, genoss laut Medienberichten jedoch über Parteigrenzen hinweg Anerkennung.
Mertens starb am 16. Oktober 2004 an einer Virusinfektion infolge einer Herztransplantation im Universitätsklinikum Köln. Ein Spenderherz, auf welches er lange hatte warten müssen, war ihm sechs Wochen zuvor implantiert worden.

## Rezeption
Der Politologe Frank Überall würdigte, dass Mertens „den Spagat“ zwischen verschiedenen konkurrierenden Medien und politischen Strömungen in Köln sowie zwischen heiteren und ernsteren Themen geschafft habe. Obwohl er „durch und durch Kölner Karnevalist“ gewesen sei, habe er auch ernste Themen journalistisch umsetzen können. Der frühere Kölner Oberbürgermeister Fritz Schramma lobte Mertens als „hervorragenden Lokalreporter“.